# Несбитт, Кристин
Кри́стин Не́сбитт (англ. Christine Nesbitt; 17 мая 1985, Мельбурн) — канадская конькобежка, чемпионка Олимпийских игр 2010 года на дистанции 1000 метров, серебряный призёр Олимпийских игр 2006 года в командой гонке, чемпионка мира 2011 года в спринтерском многоборье, семикратная чемпионка мира на отдельных дистанциях (в том числе трижды на дистанции 1000 метров и трижды в командной гонке), двукратный призёр чемпионатов мира в классическом многоборье (2011 и 2012). Многократная обладательница Кубка мира. Наиболее успешно выступала на дистанциях 1000 и 1500 метров.

## Биография
Кристин Несбитт родилась в Мельбурне и через три месяца прибыла в Канаду вместе с семьёй, где поселились в Лондоне провинции Онтарио. Её отец — канадец, мать — австралийка. Её семья провела год в провинции Манитоба, где Кристин начала учиться в 1 классе государственной школы Пинавы. В том же году она перешла в государственную школу Босежур на курсы французского языка и начала вместе с братом играть в хоккей на открытом льду катка. Она присоединилась к хоккейной команде "Pinawa "squirts". После возвращения в Лондон она играла за хоккейную команду "London Devilettes". 
Кристин также занималась в школе лёгкой атлетикой и бегом по пересечённой местности, выигрывая множество соревнований. В 11 лет она устала от хоккея и в 12 лет стала заниматься шорт-треком в конькобежном клубе Лондона, а к концу года она заняла 6-е место в Онтарио среди всех женщин-конькобежцев. в возрасте 13 лет она выиграла свою первую национальную медаль в шорт-треке, завоевав серебро в командной эстафете. В 15 лет она стала чемпионкой Онтарио по шорт-треку среди юниоров.
В последующие два года она была признана лучшей фигуристкой Онтарио в шорт–треке среди юниоров и старших, установив множество провинциальных рекордов, некоторые из которых до сих пор стоят. Кристин после окончания средней школы поступила в Университет Калгари и при поддержке тренеров и родителей переключилась на конькобежный спорт, где стала тренироваться в  Олимпийском овале Калгари в августе 2003 года.
В январе 2005 года она вошла в состав национальной сборной и дебютировала в Кубке мира в сезоне 2004/2005. В марте 2005 года дебютировала на чемпионате мира на отдельных дистанциях в Инцелле, где заняла 17-е место на дистанциях 1000 и 1500 м. В сезоне 2005/06 на Кубке мира она впервые заняла 3-е место на дистанции 1500 метров в Кернсе и отобралась на олимпиаду 2006 года.
На Олимпийских играх 2006 года в Турине завоевала серебряную медаль в командной гонке. Также бежала ещё две дистанции, став 14-й на 1000 м и 7-й на 1500 м. В сезоне 2006/07 Кристин завоевала 7 подиумов на кубке мира и на чемпионате мира на отдельных дистанциях в Солт-Лейк-Сити стала чемпионкой мира в командной гонке и бронзовой призёркой чемпионата мира на 1000 м.
В сезоне 2007/08 она завоевала 11 индивидуальных подиумов на этапах Кубка мира. В декабре 2007 года на чемпионате Канады на одиночных дистанциях она выиграла серебряные медали на дистанциях 500, 1500, 3000 и 5000 м и стала чемпионкой на дистанции 1000 м. В феврале 2008 года заняла 4-е место в многоборье на чемпионате мира в Берлине, а следом на чемпионате мира на отдельных дистанциях в Нагано выиграла "серебро" в командной гонке преследования.
В сезоне 2008/09 выиграла 10 подиумов Кубка мира, заняла 1-е место на дистанциях 1000 и 1500 м на чемпионате Канады и в феврале 2009 года стала чемпионкой мира на 1000 м, в командной гонке и бронзовой призёркой на 1500 м на чемпионате мира на отдельных дистанциях в Ричмонде. В сезоне 2009/10 Кристин 8 раз стояла на подиуме Кубка мира, одержала победу на дистанции 500 м на чемпионате Канады.
На Олимпийских играх 2010 года в Ванкувере приняла участие на четырёх дистанциях. Стала Олимпийской чемпионкой на 1000 м, 10-й на 500 м, 6-й на 1500 м и 5-й в командной гонке. Летом она попала в автомобильную аварию и получила перелом локтя и травму колена, но смогла быстро восстановиться. В сезоне 2010/11 она выиграла общий зачет Кубка мира на дистанции 1500 м и заняла 2-е место на дистанции 1000 м. Несбитт выиграла чемпионат Канады на дистанциях 500, 1000, 1500 и 3000 м.
В 2011 году стала второй на чемпионате в классическом многоборье в Калгари, выиграла чемпионат мира в спринтерском многоборье в Херенвене, а также выиграла 1000 м и командную гонку на чемпионате мира на отдельных дистанциях в Инцелле. В сезоне 2011/12 выиграла Кубок мира на дистанции 1000 м в общем зачёте.
В 2012-м вновь стала чемпионом на чемпионате Канады на 4-х дистанциях, позже стала 3-й в классическом многоборье на чемпионате мира в Москве, 2-й в спринтерском многоборье на чемпионате мира в Калгари, выиграла 1000 и 1500 метров, стала 2-й в командной гонке на чемпионате мира на отдельных дистанциях в Херенвене.
В сезоне 2012/13 в очередной раз выиграла чемпионат Канады на дистанциях 500, 1000 и 1500 м и из крупных турниров выиграла бронзовую медаль в забеге на 1500 м на чемпионате мира на отдельных дистанциях в Сочи. В 2014 году на чемпионате мира в Нагано заняла 9-е место в спринте, а на Олимпийских играх в Сочи заняла 12-е место на дистанции 500 м, 9-е на 1000 м, 17-е на 1500 м и 5-е в командной гонке.
Кристин Несбитт объявила о завершении карьеры летом 2015 года.

## Личная жизнь
Кристин Несбитт училась в средней школе сэра Фредрика Бантинга в Лондоне. Она брала уроки игры на фортепиано и присоединилась к школьному оркестру, 4-е года играла на трубе. В 10 классе она написала классическую пьесу в трёх частях, посвященное её собаке Хови, и получила вторую премию в провинции. Она окончила Университет Калгари со степенью бакалавра искусств и географии и Университет Британской Колумбии в степени магистра общественного и регионального планирования. В начале 2013 года у неё была диагностирована целиакия, состояние, снижающее способность организма усваивать питательные вещества из пищи, что часто приводит к дефициту витаминов. Ей пришлось изменить свой рацион, в том числе отказаться от глютена, чтобы справиться с проблемой. Она любит активный отдых, рыбалку, слушать музыку, читать приключенческие книги. С 2017 по март 2021 года работала в школе общественного и регионального планирования. Также с 2017 года по-настоящее время состоит в Олимпийском комитете Канады по связям с государственными органами и является олимпийским членом комиссии спортсменов. С 2018 года состоит в Совете директоров Ричмондского олимпийского овала и работает аналитиком по планированию в Ванкувере.

## Рекорды мира
Кристин Несбитт является рекордсменкой мира в командной гонке, совместно с Кристиной Гровс и Бриттани Шусслер. Результат был показан на этапе Кубка мира 2009/2010 в Калгари.
28 января 2012 года на чемпионате мира по спринту установила мировой рекорд на дистанции 1000 м с результатом 1.12,68, побив шестилетний рекорд Синди Классен (1.13,11) почти на полсекунды. Стала первой женщиной, выбежавшей на 1000 метрах из 1 минуты 13 секунд.
Во второй день чемпионата, 29 января, бежала последнюю дистанцию 1000 м в паре с Юй Цзин, которая перед этим побила мировой рекорд на дистанции 500 м. Несбитт финишировала первой с результатом 1.12,94, который давал ей по сумме спринтерского многоборья 148,630 очков, что превосходило предыдущий мировой рекорд. Однако после финиша Юй Цзин с результатом 1.13,47 её сумма спринтерского многоборья стала равной 148,610 и она тут же побила рекорд Несбитт. Таким образом Кристин Несбитт 29 января 2012 года в течение 53 сотых секунды после своего финиша являлась рекордсменкой мира в спринтерском многоборье.

## Награды
- 2005 год - названа восходящей звездой конькобежного спорта Канады.
- 2011 год - названа канадской конькобежкой года 2011 года по версии Speed Skating Canada.
- 2011 год - названа канадской спортсменкой года 2011 года на Canadian Sport Awards.
- 2012 год - получила канадскую награду Катрионы Ле Мэй Доан в категории конькобежка года среди женщин.
- 2012 год - получила премию Оскара Матисена, вручаемую выдающейся исполнительнице года в конькобежном спорте.
- 2017 год - включена в Зал славы конькобежного спорта Канады.[18]